# Neriene radiata
Espèce
Synonymes
- Linyphia marginata C. L. Koch, 1834 nec Blackwall, 1833
- Linyphia radiata Walckenaer, 1841
- Linyphia marmorata Hentz, 1850
- Linyphia scripta Hentz, 1850
- Linyphia pyrenaea Thorell, 1875
- Nesticus alteratus Chamberlin, 1924

Neriene radiata est une espèce d'araignées aranéomorphes de la famille des Linyphiidae.

## Distribution
Cette espèce se rencontre en zone holarctique.

## Description

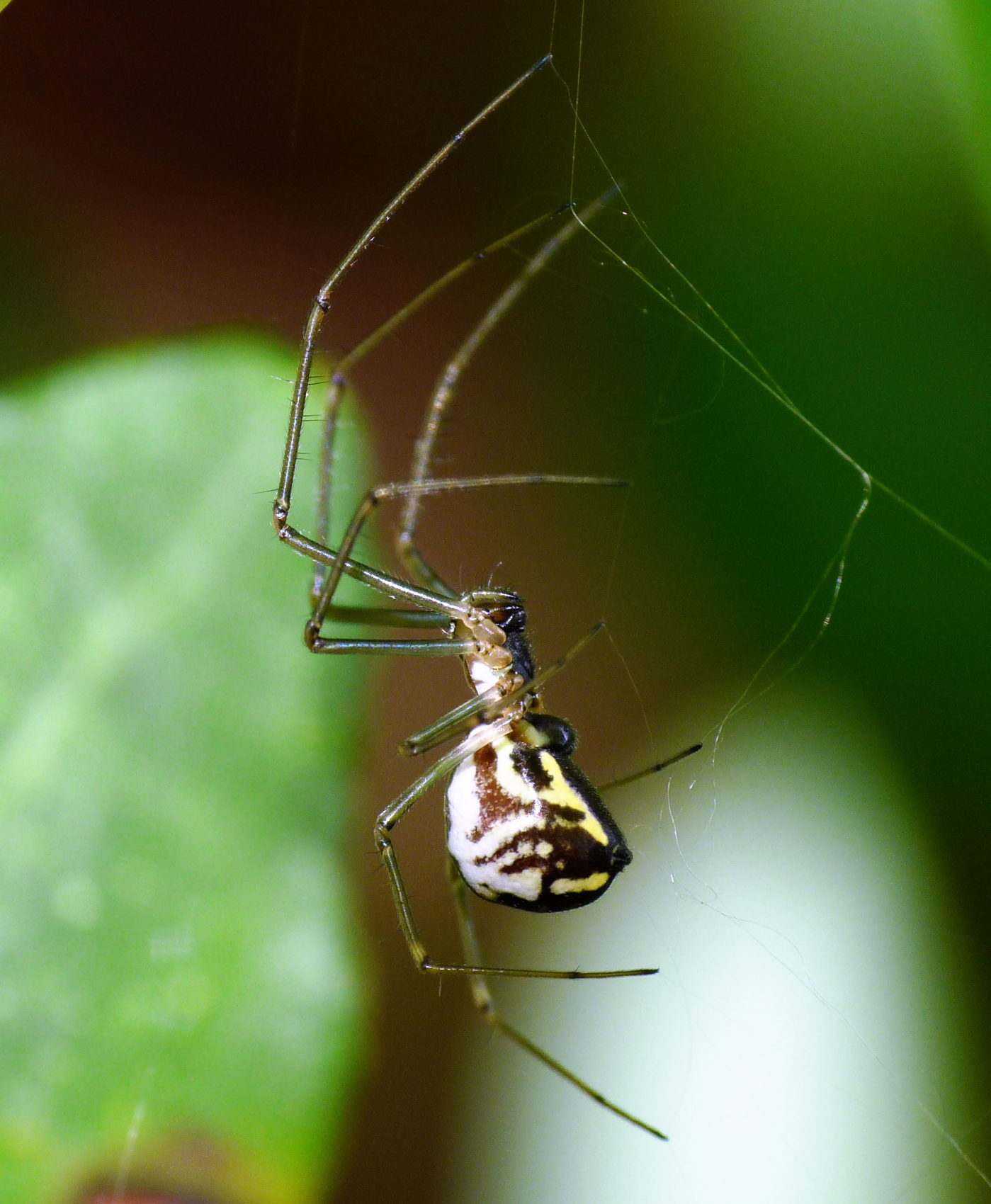
Neriene radiata

Cette araignée présente la particularité de construire un dôme de soie fine et de s'y pendre la tête en bas pour attendre sa proie.

## Publication originale
- Walckenaer, 1841 : Histoire naturelle des Insectes. Aptères. Paris, vol. 2, p. 1-549 (texte intégral).